# Синагога Гмилус Хасидим Дебайс Хакнесес
Синагога Гмилус Хасидим Дебайс Ханесес (пол. Synagoga Gmilus Chasidim Debais Hakneses ) — синагога, находящаяся по адресу Шерокая, 28 в Краковском историческом районе Казимеж, Польша. Памятник культуры Малопольского воеводства.
Кирпичное здание синагоги в классическом стиле было построено в XIX веке еврейским обществом «Гмилус Хасидим Дебайс Хакнесес», которое действовало при Старой синагоге. Синагога была названа именем этого общества. Во время Второй мировой войны синагога была значительно разрушена немцами. После войны к разрушенному зданию был пристроен новый второй этаж. С 1945 года и до настоящего времени в синагоге находятся жилые квартиры. От первоначального здания синагоги сохранился только первый этаж с двумя полукруглыми окнами.
21 марта 1968 года синагога была внесена в реестр памятников культуры Малопольского воеводства
(№ А-37).